# يوجين بيترسن
يوجين بيترسن (بالألمانية: Eugen Adolf Hermann Petersen)‏ هو عالم آثار وكاتب ألماني، ولد في 16 أغسطس 1836 في هايليغنهافن في ألمانيا، وتوفي في 14 ديسمبر 1919 في هامبورغ في ألمانيا.